# Dercas
Dercas là một chi bướm ngày thuộc họ Pieridae được tìm thấy ở Đông Nam Á.

## Các loài
Listed alphabetically.
- Dercas enara Swinhoe, 1899
- Dercas gobrias Hewitson, 1864
- Dercas lycorias (Doubleday, 1842) – Plain Sulphur
- Dercas nina Mell, 1913
- Dercas verhuelli (Hoeven, 1839) – Tailed Sulphur

## Hình ảnh

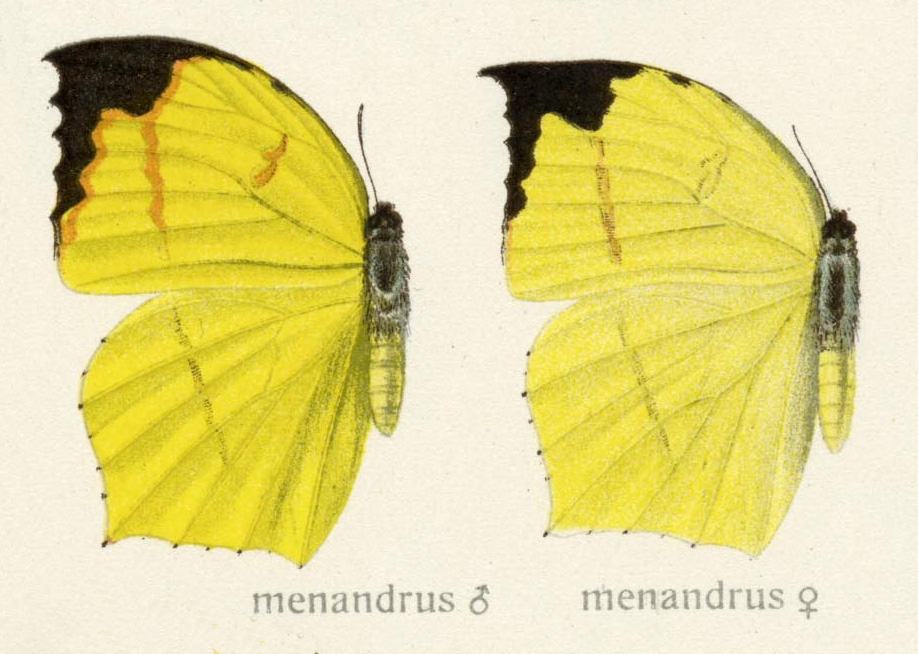